# Hammarbyleden
Hammarbyleden (Hammarbykanalen) är en farled för sjötrafik mellan Saltsjön och Mälaren i Stockholm. 
Hammarbyleden sträcker sig från Liljeholmsviken och Årstaviken i väster via Hammarby sjö till Danvikskanalen i öster, där den utmynnar i Östersjön vid  Masthamnen. Längden mellan Liljeholmsbron och Danvikstull är 5 560 meter. På vardera sidan om farleden ligger Liljeholmen, Södermalm, Årsta, Norra och Södra Hammarbyhamnen.
Förutsättning för byggandet av Hammarbyleden var bland annat att västra stambanan skulle dras över Årsta holmar. Hammarbyleden blev ett stort infrastrukturprojekt i södra Stockholm. I projektet ingick tre klaffbroar: Danviksbron (invigd 1922), Skansbron (invigd 1925) och Liljeholmsbron (invigd 1928), dessutom högbron Årstabron över Årsta holmar (invigd 1929) samt kanal- och slussanläggningar: Hammarby sluss, Danvikskanalen, Sickla sluss och Sickla kanal  (invigda 1930 respektive 1931). Hammarbyleden blev även en förutsättning för en ny hamnanläggning (Hammarbyhamnen) och ett nytt industriområde i södra Stockholm.

## Bakgrund

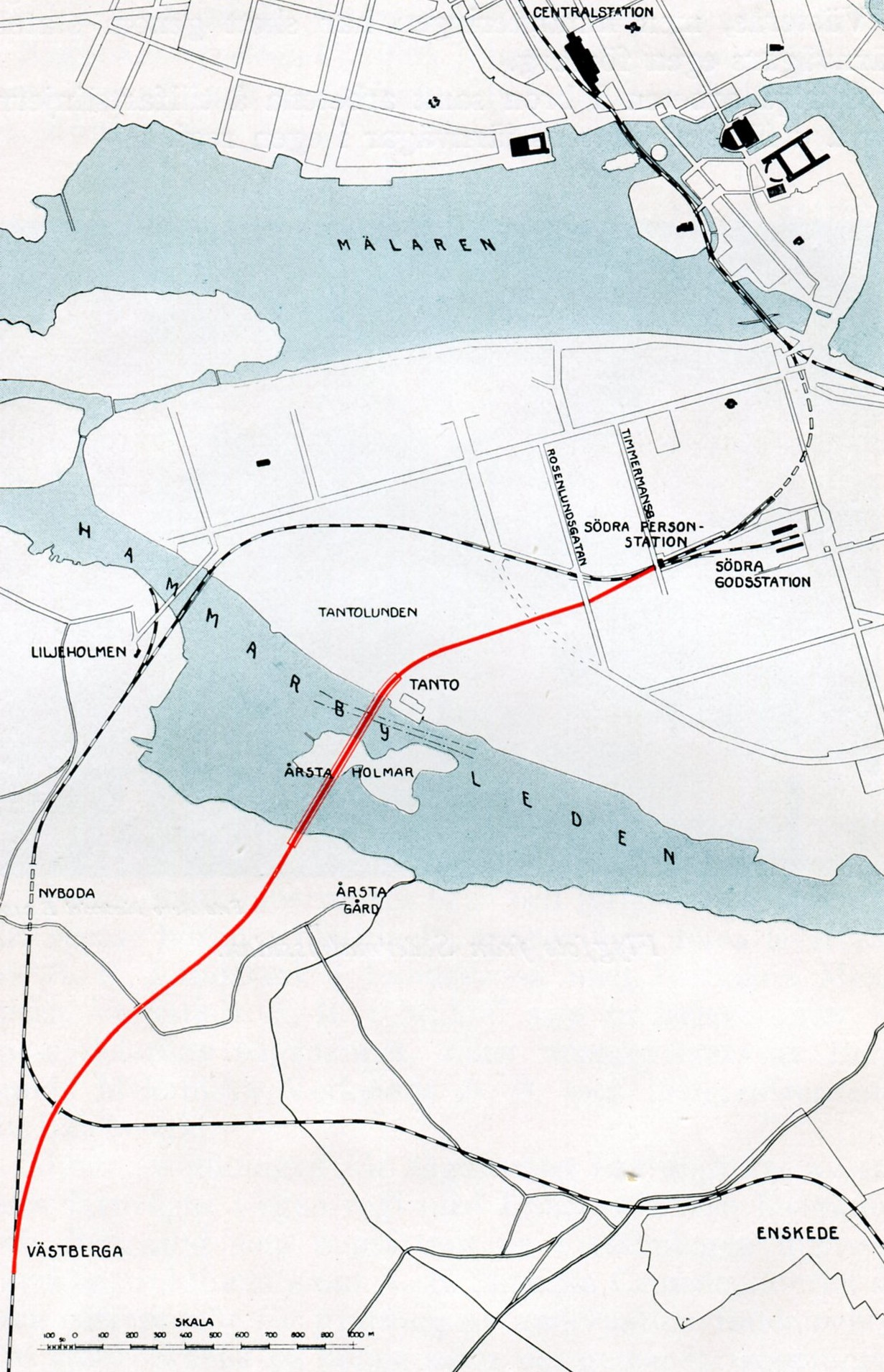
Nya sträckningen av västra stambanan (rött) med Årstabron över Hammarbyleden.

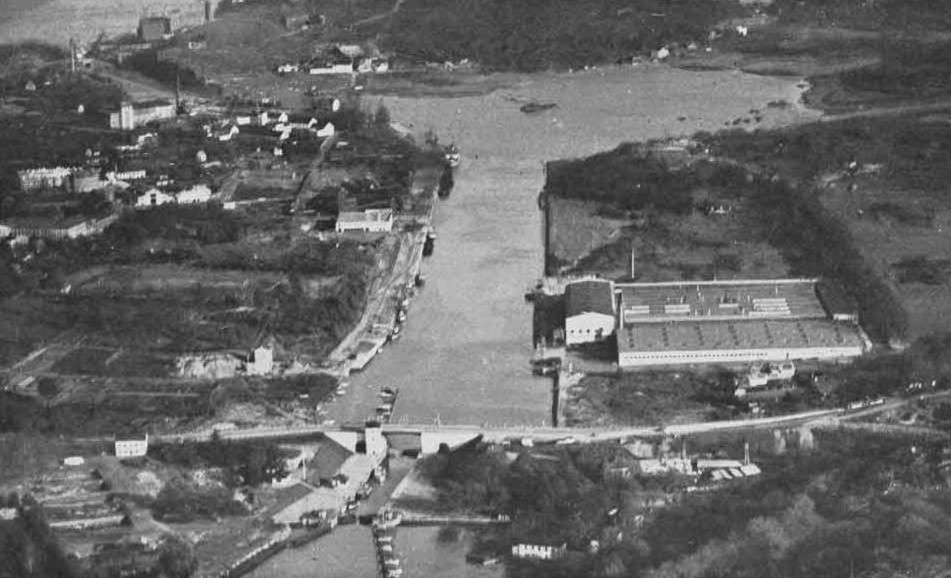
Hammarbyledens östra del 1930 med Skansbron, Hammarbyslussen och Hammarbyhamnen. Foto: Oscar Bladh.

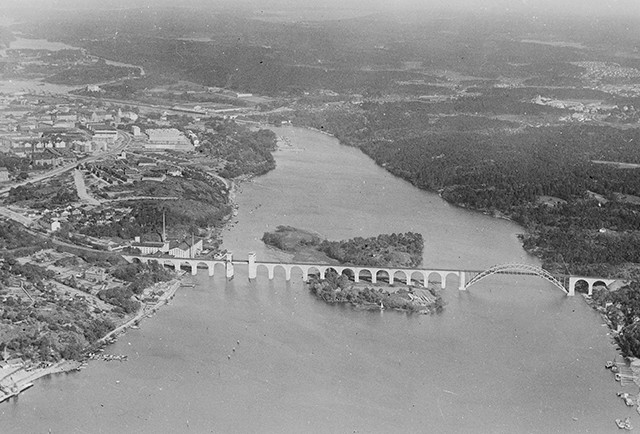
Hammarbyledens västra del 1930 med Årstabron, vy mot ost. Foto: Oscar Bladh.

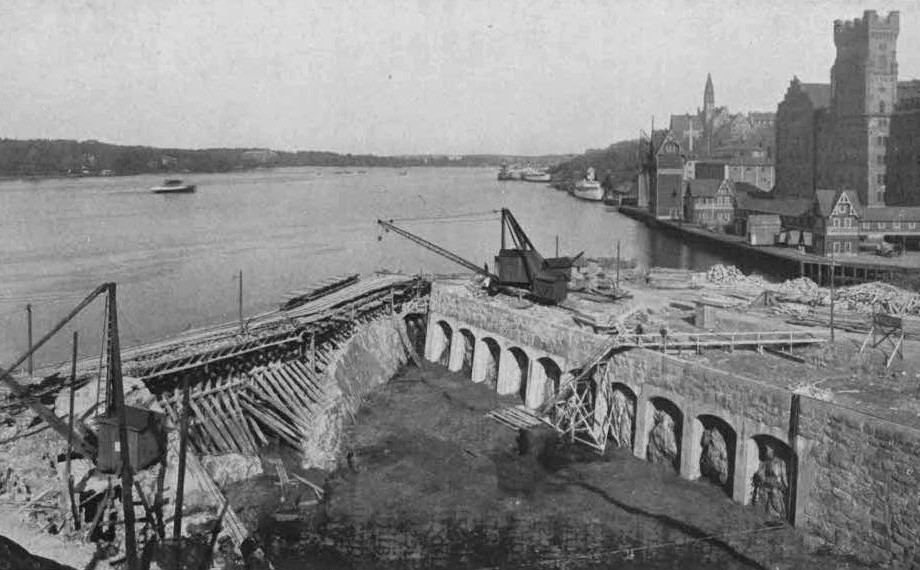
Provisorisk fångdamm mot Saltsjön 1925.

Frågan om en ny farled mellan Mälaren och Saltsjön hade Stockholms stad under utredning i flera år i början av 1910-talet. Anledningen var att Nils Ericsons sluss från 1850 ansågs alldeles för liten för att klara av den växande sjöfarten. Genom tillkomsten av Sammanbindningsbanan 1871 korsade även järnvägstrafiken den gamla farleden vid Söderström med besvärliga broöppningar till följd. Samtidigt behövdes också ny industrimark i anslutning till hamnen i Hammarby, därför inköptes Hammarby gård 1917 av Danvikens Hospital. Meningen var att större och mera djupgående fartyg skulle kunna passera via Stockholm till och från Östersjön. Bland andra hade Ekensbergs Varv i Gröndal svårigheter att få ut större nybyggen från Mälaren till Östersjön. 
Flera förslag hade lagts fram, men det som slutligen accepterades var en kanalled genom Hammarby sjö (därav namnet). Den 25 maj 1914 beslöt Stockholms stad att en ny farled via Liljeholmsviken, Årstaviken och Hammarby sjö skulle anläggas. Förutsättningar för beslutet var dels att fartyg med 5,5 meter djupgående skulle kunna passera den planerade Hammarbyleden, dels att Västra stambanan skulle flyttas och ledas över en högbro (den senare Årstabron) över Årstaviken vid Årsta holmar. Dessutom krävdes att den nya bron skulle ha en segelfri höjd av 26 meter över medelvattenytan och vara försedd med ett rörligt spann som tillät ännu högre fartyg att passera.

## Bygget
Anläggningsarbetena för Hammarbyleden började 1918 och avslutades 1925. Leden invigdes 1930 när Hammarby sluss stod färdig. De ursprungliga vikarna vid Skanstull (Årstaviken) och Danvikstull (Danviken) sprängdes ut, och Hammarby sjö tömdes på vatten via en provisorisk avloppsränna vid Saltsjö-Duvnäs och genom pumpning. Provisoriska dammar byggdes mot Saltsjön, Sicklasundet och Årstaviken. Sjösänkningen medförde även att grundvattnet sänktes och en del brunnar runt sjön torrlades. På våren 1922 hade större delen av Hammarby sjö tömts på vatten.
Under år 1925 var alla schakt- och muddringsarbeten avslutade och samma år kunde man släppa in vattnet igen, nu i nivå med Saltsjön (4,7 meter lägre än tidigare). Innan Hammarbyleden byggdes låg Hammarby sjö och Sicklasjön (dåvarande Långsjön) i samma nivå, men på grund av sjösänkningen beslöts 1928 att anlägga Sickla kanal med Sickla sluss. Den öppnades 1931, men kom inte att användas i någon större utsträckning.
För farleden genom Hammarby sjö och Danvikskanalen samt för anläggandet av Hammarbyhamnen togs ut 497 000 m³ berg, 430 000 m³ jord och 1 600 000 m³ mudder. För sprängningsarbetena åtgick 90 000 kilogram dynamit och över 100 kilometer stubintråd. Vid byggarbetena omkom sju arbetare, därav tre genom drunkning. Hela projektet utfördes av Hamnstyrelsens byggnadsavdelning.
I samband med kanalens officiella öppnande 1930 överfördes en rad områden kring Hammarby sjö och kanalen från Nacka till Stockholms stad, ex. Danviksklippan, Lugnet och Hammarby gård (nuvarande Södra Hammarbyhamnen). Hammarbyledens anläggningskostnader uppgick till knappt 15 miljoner kronor, i summan ingick inte kostnaderna för nya broar eller för nya hamnanläggningar.

## Ledens betydelse
Hammarbyledens uppgift var även att skapa en ny hamnrörelse, Hammarbyhamnen, med möjlighet till ett nytt upplags- och industriområde på Stockholms stora markområden inom södra Södermalm och norra Hammarby. En av de första industrierna var General Motors sammansättningsfabrik och Kooperativa förbundets lampfabrik för Lumalampan, båda på Södra Hammarbyhamnen.
Hammarbyleden och Hammarbyhamnen kom emellertid aldrig att få den stora betydelse för sjöfart och industri man hoppats på; endast ett fåtal industrianläggningar kom att utnyttja hamnen. Detta delvis på grund av att delar av kanalen var för grund för fartyg i transocean trafik. Idag är i stort sett all industri borta, istället har Norra och Södra Hammarbyhamnen bebyggts med bostäder under samlingsnamnet Hammarby sjöstad.